# Orło (województwo warmińsko-mazurskie)
Orło (niem. Orlen, od 1938 Arlen) – wieś w Polsce położona w województwie warmińsko-mazurskim, w powiecie giżyckim, w gminie Ryn.
W latach 1975–1998 miejscowość położona była w województwie suwalskim.
Orło jest wsią sołecką.

## Historia
Wieś lokowana była 1 marca 1437 r. przez wielkiego mistrza krzyżackiego Pawła von Russdorffa. Przywilej dla wsi odnowił 17 listopada 1538 roku książę Albrecht. Wieś miała wówczas powierzchnię 80 włók. Jak wynika z ksiąg rachunkowych starostwa ryńskiego, w roku 1539 w Orle mieszkali sami Polacy.
W wyniku dżumy w latach 1709–1710 zmarło tu ponad 600 osób, spośród 800 osób ogólnej liczby mieszkańców. Po przejściu epidemii we wsi były 22 gospodarstwa były opuszczone, a odłogiem leżały 23 włóki i 22 morgi.
Szkoła w Orle powstała w pierwszej połowie XVIII wieku. Podczas akcji germanizacyjnej nazw miejscowych i fizjograficznych historyczna nazwa niemiecka Orlen została w 1938 r. zastąpiona przez administrację nazistowską sztuczną formą Arlen. W roku 1939 była tu szkoła dwuklasowa z dwoma nauczycielami. Po II wojnie światowej szkoła uruchomiana została 1 września 1946 roku. Uczyło się w niej wówczas 49 uczniów. Szkoła w Orle została zlikwidowana w 1974 roku.
W latach 1954–1972 wieś należała do Gromadzkiej Rady Narodowej w Sterławkach Wielkich, a później do gminy w Rynie. W roku 1970 w Orle mieszkały 192 osoby, a wieś miała powierzchnię 400 ha, na których było 39 gospodarstw chłopskich.

## Zabytki
- Grodzisko "Stroża Góra" - na południowy wschód od miejscowości i na północnym brzegu jeziora Orło znajduje się grodzisko nazywane Stróża Góra, na której w średniowieczu znajdowała się drewniana wieża obronna, po której śladem jest wgłębienie na szczycie. Wchodziła ona być może w skład systemu ostrzegania za pomocą dymu, świata ogniska lub lustra między zamkami krzyżackimi w Giżycku i Rynie (5 km)[5]. Mogła się tam też znajdować rezydencja rycerska typu motte. Na trasie między tymi zamkami punkty przekazywania sygnałów znajdowały się w miejscowościach Jeziorko i Orło. Ze Stróżej Góry zobaczyć można 12 jezior.Przypuszczalny wygląd wieży strażniczej na grodzisku Stróża Góra

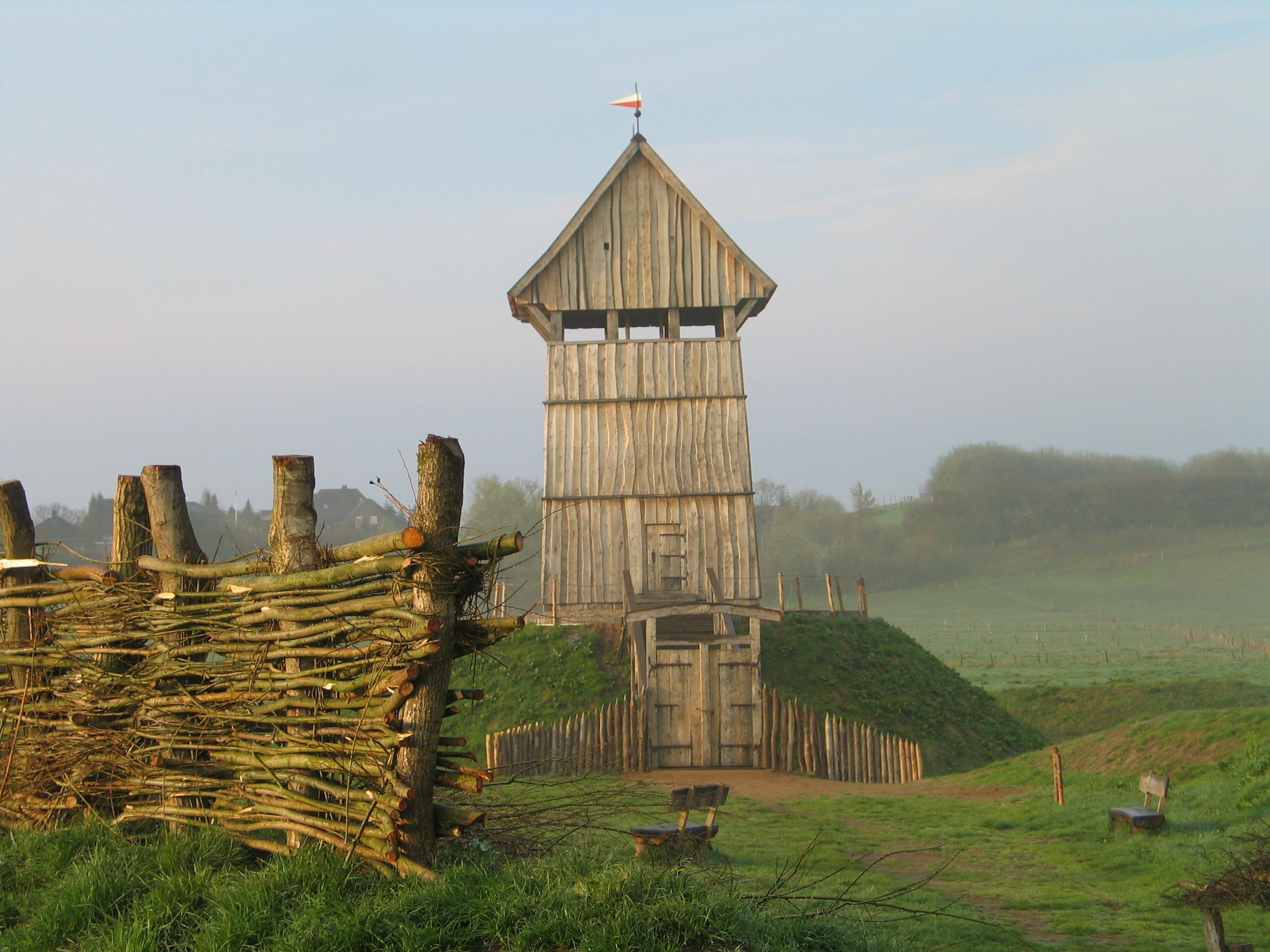
Przypuszczalny wygląd wieży strażniczej na grodzisku Stróża Góra